# 王子電気軌道
王子電気軌道株式会社（おうじでんききどう）は、電気事業（電灯電力事業）、軌道事業（路面電車）、路線バス事業の3つの事業を経営していた会社である。王子電車、王電とも呼ばれ、往時を知る年配者などから、軌道路線の後身である現在の都電荒川線（東京さくらトラム）がそのように呼ばれることもある。

## 歴史
王子電気軌道は、日露戦争後の都市交通の需要増加を背景に、松本錬蔵、石田義雄、小坂高雄、宮本芳之助の四氏によって発案され、彼らの尽力により初見八郎、太田信義、後藤省吾、長谷川吉次、廣橋嘉七郎、山田八三郎、古川孝七、今井喜八ら30余名の賛同を得た。明治39年（1906年）5月17日に出願され、翌年の明治40年（1907年）5月27日に内務大臣の許可を得て、麹町区三番町57番地に創立事務所を設置。創立総会は日本橋倶楽部で開かれ、才賀藤吉が社長に、皆川四郎が常務に選任された。本社は京橋区弥左衛門町4番地、出張所は北豊島郡巣鴨村大字巣鴨660番地に置かれた。(大正2年.大日本銀行会社治革史より抜粋)
王子電気軌道は1906年（明治39年）5月に発起人松本錬蔵他29名が東京府北豊島郡王子町（現在の東京都北区王子）を中心とする電気軌道の敷設及び営業を関係当局に出願した。1907年（明治40年）5月にはその許可を得ていたが出願から設立までかなりの年数が要したため資金難に陥った。紆余屈折を経て渋沢栄一、才賀電機商会の才賀藤吉の資金援助を受けて株式の払込が完了した。このため設立時の経営陣には発起人からの就任した者は少なく初代社長には才賀藤吉が就任した。1907年（明治40年）11月に申請された電気供給事業は設立後の1910年（明治43年）10月に認可がおりた。
1910年（明治43年） 4月に資本金100万円（25万円払込）で設立され、1911年（明治44年）8月には大塚から飛鳥山間の軌道を開通させて営業を始めると共に11月には電気供給事業を開始した。
1912年（大正元年）2月26日、王子電気軌道は総工費80万円を投じて第二期線にあたる飛鳥山下〜南千住（三ノ輪）間の建設工事に着手した。工事は順調に進み、1913年（大正2年）4月1日には飛鳥山下〜南千住間の営業運転を開始した。この路線は「三ノ輪線」と呼ばれ、同社の電気軌道事業における重要な幹線のひとつとなった。
1914年(大正2年)の臨時株主総会では経営体制の刷新が行われ、取締役が改選された。新たに選出された取締役は次の7名である長松篤棐（男爵）小野耕一、森田鋮三郎、長谷川吉次、廣橋嘉七郎、初見八郎、櫻井純一。この改選は、事業拡大に伴う経営の近代化と財務再建を意図したものであり、当時の同社が直面していた経営的課題に対応するための重要な転機となった。(大正2年、大日本銀行会社治革史)
王子電気軌道は発電所、変電施設の建設などの工事を進め、電気軌道に遅れること3か月で北豊島郡王子、巣鴨、板橋、岩淵、滝野川、尾久、三河島の各町村と埼玉県北足立郡川口町での電灯供給を開始した。これらの地域における電灯需要は旺盛で開業直後7,136灯の申し込みだったが2,134灯が設置し供給開始から1年後、1912年（明治45/大正元年）上期16,964灯に1913年（大正2年）下期には24,585灯に達していた。電力需要は1913年（大正2年）下期は448kWの供給となっていたが王子電気軌道の営業区域内は工場の立地が進み、供給は巣鴨村で火力発電所（出力750kW）を建設して電気軌道・電気供給事業用に当てていたが電灯・電力需要の好調を受け1912年（明治45/大正元年）7月に300kW増強した。
1913年（大正2年）4月に飛鳥山から三ノ輪間が開通し電気軌道の営業距離が7.3kmとなるが開業当初は2.3kmの路線しかなかったため営業収入は電灯・電力収入のほうが遥かに多かったようである。こう時代が流れるなか、電灯電力事業は急速な成長にもかかわらず電気軌道の旅客営業成績が不振で1912年（明治45/大正元年）下期と1913年（大正2年）上期に4%配当を行ったものの1915年（大正4年）以降下期までは無配に転じ資金調達にもかなり苦しんでいたといわれ、借入金が年々雪だるま式に増え1913年（大正2年）下期には負債が60万円に超えていた。1913年（大正2年）4月株主総会にて才賀社長はじめ5人の取締役と2名の監査役が辞任した。代わって安田系の資本を代表して長松篤棐が社長に就任し10月には辞任した。
王子電気軌道の経営が苦境から脱するのは1914年（大正3年）末に自社発電から猪苗代水力電気の受電にできるようになってからである。1914年（大正3年）以降社員の整理や経費の節減などを進めて立て直しを図ったが取締役や株主がめまぐるしく変わり不透明さが解消されなかった。1913年（大正2年）4月には社内対立をもとに才賀藤吉が社長辞し安田系の長松社長も半年で社長を辞し常務の広橋嘉七郎が事実上社長を執り行っていたようで1916年（大正5年）4月まで社長が空席となっていたようである。大正後期から昭和初期かけて王子電気軌道の大株主がまたもめまぐるしく変わり東京市、関東配電に引き継がれるまでは会社が不安定な状態が続いた。原因は軌道事業で会社の営業収益の足かせとなっていた。電灯事業は1914年（大正3年）から年2倍ずつ電力使用量が増えていった。
1942年（昭和17年） 王子電気軌道は電灯事業が電力統制により関東配電に合併され、軌道事業は東京市電気局に引き継がれ、会社が消滅した。王子電気軌道の所有だった王電ビルヂングは現在も「梅沢写真会館」として三ノ輪橋に残っており、今でも三ノ輪橋の近辺住民には「王電ビル」と呼ばれ親しまれている。
現在も存続している会社でかつて電気事業と鉄道事業を兼業していた会社に京成電気軌道（現・京成電鉄）があり、そして東急電鉄も目黒蒲田電鉄・東京横浜電鉄と名乗っていた時期に兼業していた。ほとんどの鉄道事業者は当時鉄道事業と並行して経営をしていた。東急に合併された会社では、旧京王電気軌道（現在の京王電鉄京王線の母体）、旧京浜電気鉄道（現在の京浜急行電鉄の母体）があるほか、鬼怒川水力電気によって創立された旧小田急電鉄（現在の小田急電鉄・京王井の頭線の母体）は電灯事業だけではなく電力事業（発電事業）も行い、副業として鉄道事業を経営していた。京王電気軌道のように電燈事業の収益が鉄道事業のそれを大幅に上回るものもあり、電灯・電力事業は当時の資本家には鉄道業より利潤が利潤を生む事業構造だった。
王子電気軌道は電灯電力事業が主力で鉄道（軌道）事業は副業だった。電灯電力で余剰となった電力を鉄道（軌道）事業に使っていた。王子電気軌道は東京市内城北地区の板橋区（現・練馬区も含む）、滝野川区、王子区（現・北区）、荒川区、豊島区。埼玉県下は北足立郡川口町（現・川口市）、北足立郡草加町（現・草加市）、南埼玉郡八幡村（現・八潮市の一部）に電気を供給していた。経営収益のセグメントは、電灯電力事業が当時の東京市の電灯電力会社の営業収支トップ3に入っていた。1位が東京電燈（東京電力の前身の一つ）、2位が東京市電気局（東京都交通局の前身）、そして3位が王子電気軌道だった。

## 年表
- 1907年（明治40年）5月27日 - 松本錬蔵ほか29名が内務省から軌道敷設、運転営業の特許（営業免許）がおりる。
- 1910年（明治43年）4月19日 - 王子電気軌道株式会社設立。本社事務所を麹町区三番町に置く。
- 1910年（明治43年）10月20日 - 電灯電力の供給事業と電気使用許可が逓信省からおりる。
- 1910年（明治43年）12月31日 - 汽罐汽機（蒸気タービン）による発電所を北豊島郡巣鴨村大字巣鴨字新田に設置。許可申請を警視総監に提出。
- 1911年（明治44年） - 本社事務所を京橋区彌左工門町に移転。
- 1911年（明治44年）3月20日 - 発電所の設置許可がおりる。
- 1911年（明治44年）8月20日 - 飛鳥山上（現飛鳥山） - 大塚で軌道事業開業。巣鴨車庫竣工。
- 1912年（明治45年）5月 - 本社事務所を北豊島郡巣鴨村大字巣鴨字新田885番地に移転（現在の東京電力大塚支社）。
- 1913年（大正2年）4月1日 - 三ノ輪（現三ノ輪橋） - 飛鳥山下（現梶原）開業。
- 1913年（大正2年）10月31日 - 飛鳥山下 - 栄町開業、新たに軌道車両を12両を導入。
- 1913年（大正2年）10月 - 埼玉県北足立郡神根村（現・川口市神根）に電灯供給を開始。
- 1913年（大正3年）4月 - 北足立郡草加町（現・草加市）に電灯供給開始。
- 1914年（大正3年）5月 - 埼玉県北足立郡横曾根村（現・川口市横曽根）に電灯供給を開始。
- 1914年（大正3年）6月 - 北足立郡青木村（現・川口市上青木）に電灯供給開始。
- 1914年（大正3年）11月 - 北足立郡谷塚村（現・草加市瀬崎町）に電灯供給開始。
- 1914年（大正3年）11月 - 猪苗代水力電気より受電の許可がおり、12月には受電を開始。
- 1915年（大正4年）4月17日 - 王子 - 飛鳥山開業。
- 1917年（大正6年）3月 - 南足立郡梅島村（現・足立区梅島・梅田周辺）と南足立郡花畑村、淵江村（現・足立区花畑、東保木間周辺）埼玉県南埼玉郡八幡村（現・八潮市）に電灯供給開始。
- 1917年（大正6年）8月 - 南足立郡江北村（現・足立区江北）電灯供給開始。
- 1922年（大正11年）1月 - 東京市電より軌道車輌10両購入。
- 1923年（大正12年）4月 - 本社事務所を北豊島郡巣鴨村大字巣鴨字新田965番地に移転。
- 1923年（大正12年）9月1日 - 関東大震災により山谷変電所と送電線の一部、軌道側柱、電車待合所が被災。3日後電車線は復旧した。
- 1925年（大正14年）11月12日 - 大塚駅前 - 鬼子母神前開業。
- 1925年（大正14年）11月12日 - 栄町 - 王子開業、三ノ輪 - 王子と王子 - 大塚駅前が直通開始。
- 1926年（大正15年）1月8日 - 南足立郡西新井村（現・足立区西新井周辺）に電灯供給開始。
- 1926年（大正15年）3月28日 - 王子柳田 - 神谷橋開業。
- 1927年（昭和2年） - 王電ビルヂング（三ノ輪橋）が完成。
- 1927年（昭和2年）12月15日 - 神谷橋 - 赤羽開業。
- 1928年（昭和3年）12月25日 - 鬼子母神前 - 面影橋開業、王子 - 大塚駅前と大塚駅前 - 面影橋が直通開始。
- 1929年（昭和4年）5月20日 - 乗合自動車事業（王子 - 赤羽間）を運行開始。
- 1930年（昭和5年）2月24日 - 乗合自動車線（王子 - 池袋駅前間）を運行開始。
- 1930年（昭和5年）3月30日 - 面影橋 - （仮）早稲田開業。
- 1932年（昭和7年）1月17日 - （仮）早稲田 - 早稲田開業。
- 1932年（昭和7年）3月1日 - 乗合自動車線（池袋駅前 - 鬼子母神裏間）運行開始。
- 1932年（昭和7年）12月1日 - 王子駅前 - 王子柳田開業。
- 1932年（昭和7年）12月25日 - 乗合自動車線（滝野川車庫線。大原 - 滝野川車庫前間）運行開始。
- 1935年（昭和10年）9月11日 - 京北乗合自動車（飛鳥山 - 西新井駅前、王子馬場 - 下り松間）を買収。
- 1936年（昭和11年）12月25日 - 乗合自動車線（下り松 - 成立商業間）運行開始。
- 1937年（昭和12年）3月10日 - 乗合自動車線（王子駅前 - 王子抄紙部前間）運行開始。
- 1938年（昭和13年）5月1日 - 東京環状乗合自動車より三河島営業路線（王子抄紙部前 - 田端新町三丁目 - 田端新町二丁目 - 下尾久 - 宮地 - 三ノ輪車庫前間、 宮地 - 坂本二丁目間、田端駅前 - 田端新町三丁目、田端新町二丁目 - 尾久小学校前 - 尾久熊野前間）を譲受。
- 1939年（昭和14年） - 乗合自動車線尾久熊野前 - 尾久小学校前 - 田端新町二丁目間を廃止、尾久熊野前 - 下尾久間に区間変更し運行開始。
- 1942年（昭和17年）2月1日 - 電力統制と交通統制により東京市に事業譲渡。王子電気軌道株式会社は清算。軌道事業は東京市電となる。
- 1943年（昭和18年）7月1日 - 都制施行により東京都電車（都電）となる。
- 1972年（昭和47年）11月12日 - 王子駅前 - 赤羽廃止。
- 1974年（昭和49年）10月1日 - 都電荒川線へ呼称変更。

※電車・バスの「赤羽」は現在のJR東日本赤羽駅に隣接しておらず、北本通り上の東京メトロ南北線の赤羽岩淵駅の位置に相当する別個の停留場。

## 軌道事業
軌道事業として、東京北部の三ノ輪橋から王子駅前を経て早稲田および王子駅前から赤羽までの間を結ぶ路線を運行していた。1942年（昭和17年）東京市に買収され東京市電、後に東京都電車となり、1974年（昭和49年）から唯一存続することになった三ノ輪橋駅 - 早稲田駅間を都電荒川線として運行している。東京都買収後の運行形態などについては当該項目を参照されたい。

### 路線データ
- 路線距離：
  - 三ノ輪橋 - 王子駅前間：
  - 王子駅前 - 早稲田間：
  - 王子駅前 - 赤羽駅間：
- 軌間：1372mm
- 駅数：駅（起終点駅含む）
- 複線区間：
- 電化区間：全線（直流600V）

### 停留所一覧
駅名は1934年当時のもの、括弧内の駅名は現在の駅名（王子 － 赤羽間は廃止時の駅名）
- 現・都電荒川線
  - 早稲田 - 面影橋 - 学習院下 - 鬼子母神前 - 雑司ヶ谷（都電雑司ヶ谷） - 水久保（東池袋四丁目） - 向原 - 大塚駅前 - 巣鴨新田 - 庚申塚 - 新庚申塚 - 滝野川（西ヶ原四丁目） - 滝野川一丁目 - 飛鳥山 - 王子駅前 － 山下（栄町） － 梶原 － 船方車庫前（荒川車庫前） - 遊園前（荒川遊園地前）- 小台 － 宮ノ前 － 熊野前 － 尾久下（東尾久三丁目） - 町屋（町屋二丁目） － 稲荷前（町屋駅前）- 博善社前（荒川七丁目） - 三河島（荒川二丁目） － 千住間道（荒川区役所前） - 三ノ輪（三ノ輪橋）

- 1972年廃止区間
  - 王子駅前 - 王子柳田（王子二丁目） - 榎町（王子三丁目） - 尾長橋（王子四丁目） - 西町（王子五丁目） - 神谷橋（神谷町） - 宮堀（神谷三丁目） - 北町 - 下村（志茂一丁目） - 七留（志茂二丁目） - 岩淵本宿（岩淵一丁目） - 赤羽

## 路線バス事業 （乗合自動車事業）
王電バスの名で東京城北地区にバス路線を運行していた。1927年（昭和2年）12月15日付けに警視庁に乗合自動車営業許可申請を提出し1928年（昭和3年）9月17日許可がおりた。開業第一期線として王子 - 赤羽間4.1kmが1929年（昭和4年）5月20日に開業した。当時の車両は米国製（シボレー）のバスを2両を営業運転に当たらせたようである。乗合自動車事業が好調になり、1930年（昭和5年）8月11日城北乗合自動車組合を買収するが、これは傍系会社（王子環状乗合自動車株式会社）を設立して同社に経営を当たらせた。一方、同年（昭和5年）京北乗合自動車を買収するがこちらは1935年（昭和10年）9月21日に直営の王電バス路線に編入。同1935年ダット乗合自動車株式会社と日比谷乗合自動車株式会社の全株式を買収し、1936年（昭和11年）1月24日にこの2社を王子環状乗合自動車に合併。同社は東京環状乗合自動車株式会社と改称した（通称・黄バス）こうして王子電気軌道系のバスは直営の王電バスと黄バスの二本立てとなったが、1938年（昭和13年）5月1日に東京環状乗合自動車の三河島線（元の王子環状乗合自動車の路線）を王電本体が譲受した上で、同社持株を河西豊太郎等経営陣に譲渡する形で分離。王電バスのみとなった（1940年（昭和15年）4月27日、黄バスは東京高速鉄道に買収された）。

城北地域と埼玉県南部の乗合自動車路線を王子電気軌道の傘下に収めていったようである。1942年（昭和17年）に東京市に買収され、現在は都営バス路線の一部となっている。
- 王子駅前 - 隣保館前（王子三丁目） - 尾長橋（王子四丁目） - 西町（王子五丁目） - 赤羽
- 王子駅前 - 大原（滝野川三丁目） - 下り谷（池袋六ツ又交差点） - 池袋駅前 - 鬼子母神裏（千登世橋）
- 大原 - 滝野川車庫前
- 隣保館前 - 築地館前 - 豊川小学校前 - 日産化学前（豊島五丁目団地） - 荒川土手 - 西新井大師前 - 西新井駅前
- 尾長橋 - 宮江町（王子三・四丁目交差点） - 西町 - 豊島馬場（豊島八丁目） - 紀州神社裏 - 日産化学前
- 宮江町 - 下り松（東十条四丁目） - 成立商業前（国際興業バス東十条六丁目）
- 王子駅前 - 王子抄紙部前（溝田橋交差点） - 田端新町三丁目 - 下尾久（田端新町一丁目） - 宮地（荒川四丁目） - 三河島駅前 - 鶯谷駅東口 - 坂本二丁目（下谷二丁目）
- 田端新町三丁目 - 田端駅前（下田端）
- 下尾久 - 尾久熊野前
- 宮地 - 三ノ輪車庫前（三ノ輪駅）